# Одесское
Оде́сское — село в Омской области, административный центр Одесского района и Одесского сельского поселения.
Основано в 1904 году.
Население — 6040 человек (2021)

## Физико-географическая характеристика
Село расположено в степной полосе Омской области, в пределах Ишимской равнины, являющейся частью Западно-Сибирской равнины. Высота центра над уровнем моря — 121 м. Перепады высот в границах села минимальны. Реки и крупные озёра отсутствуют. Со всех сторон село окружено полями. Почвенный покров представлен чернозёмами остаточно-карбонатными. Почвообразующими породами являются глины и суглинки.
Одесское расположено в 96 км к югу от Омска и в 18 км от государственной границы с Республикой Казахстан.
Климат
Климат резко континентальный, со значительными перепадами температур зимой и летом (согласно классификации климатов Кёппена — влажный континентальный климат (Dfb)). Многолетняя норма осадков — 367 мм. Наибольшее количество осадков выпадает в июле — 61 мм, наименьшее в марте — 13 мм. Среднегодовая температура положительная и составляет +1,5 °С, средняя температура самого холодного месяца января −17,1 °С, самого жаркого месяца июля +19,8 °С.

## История
Образованию села Одесское способствовал поток переселенцев из европейской части России и строительство железной дороги к Омску. Первый поезд прибыл на левобережье Иртыша в 1894 году. С этого времени началось интенсивное освоение степных просторов к югу от стальной магистрали. В ста километрах от Омска переселенцы Екатеринославской, Полтавской и Херсонской губерний остановились у берёзового колка, неподалёку от киргизского аула Сулу-Чилик. Первыми в 1904 году на участок Сулу-Чилик прибыли выходцы из Херсонской губернии. Они приняли на сходе нарезанный земельный участок и в память о покинутой родине решили назвать селение — Новая Одесса. Со временем первая часть отпала, осталась и закрепилась вторая — Одесса, Одесское.
В 1907 году в Одесском открылась школа, на средства прихожан был сооружён молитвенный дом с колоколом и ямщицкая почта. К 1914 году Одесское стало волостным центром, который объединял 23 населённых пункта. В 1925 году село Одесское стало районным центром.

## Население
Динамика численности населения по годам:
| 1926  | 1939  | 1959  | 1970  | 1979  | 1989  | 2002  |
| ----- | ----- | ----- | ----- | ----- | ----- | ----- |
| 1251  | ↗1500 | ↗3693 | ↗4119 | ↗5046 | ↗6000 | ↗6098 |
| 2010  | 2021  |       |       |       |       |       |
| ↗6148 | ↘6040 |       |       |       |       |       |

Национальный состав
По данным переписи населения 1939 года: украинцы — 70 % или 1050 чел., русские — 25,3 % или 379 чел., немцы — 3,1 % или 46 чел.